# Calpurnii Pisones
Calpurnius Piso war der Name einer Familie der gens der Calpurnier im Römischen Reich.
Besondere Bedeutung erlangte die Familie in der Zeit zwischen den Hannibalischen Kriegen und der frühen Kaiserzeit. Das Cognomen Piso leitete sich von pisere, pinsere (zerstampfen, zerstoßen) ab.

## Mitglieder
- Gaius Calpurnius Piso (Prätor), römischer Politiker, Prätor 211 v. Chr.
- Gaius Calpurnius Piso (Konsul 180 v. Chr.) († 180 v. Chr.), römischer Politiker, Sohn des Vorhergehenden
- Gaius Calpurnius Piso (Konsul 67 v. Chr.), römischer Politiker
- Gaius Calpurnius Piso Frugi, römischer Politiker, Quästor 58 v. Chr., Schwiegersohn und Schüler von Marcus Tullius Cicero
- Gaius Calpurnius Piso (Konsul) († 65), römischer Politiker, Redner und Mäzen, Verschwörer gegen Nero
- Gaius Calpurnius Piso (Konsul 111), römischer Politiker
- Gnaeus Calpurnius Piso (Verwalter Hispanias) († 64 v. Chr.), römischer Politiker, Verschwörer und Verwalter Hispanias
- Gnaeus Calpurnius Piso (Konsul 139 v. Chr.), römischer Politiker
- Gnaeus Calpurnius Piso (Konsul 23 v. Chr.) (Frugi), römischer Politiker, Konsul gemeinsam mit Augustus
- Gnaeus Calpurnius Piso (Konsul 7 v. Chr.) († 20), römischer Politiker
- Lucius Calpurnius Piso (Konsul 1 v. Chr.) (genannt Augur), römischer Politiker
- Lucius Calpurnius Piso (Prätor) († 25 v. Chr.), römischer Politiker, Prätor
- Lucius Calpurnius Piso (Konsul 27) (früher Gnaeus Calpurnius Piso), römischer Politiker und Senator
- Lucius Calpurnius Piso (Konsul 57) († 70), römischer Politiker und Senator
- Lucius Calpurnius Piso (Konsul 175), römischer Politiker
- Lucius Calpurnius Piso Caesoninus (Konsul 148 v. Chr.), römischer Politiker
- Lucius Calpurnius Piso Caesoninus (Konsul 112 v. Chr.), römischer Politiker
- Lucius Calpurnius Piso Caesoninus (Quästor), römischer Politiker, Quästor um 100 v. Chr.
- Lucius Calpurnius Piso Caesoninus (Konsul 58 v. Chr.), römischer Politiker, Schwiegervater von Caesar
- Lucius Calpurnius Piso Frugi, römischer Geschichtsschreiber und Politiker, Konsul 133 v. Chr.
- Lucius Calpurnius Piso Frugi Licinianus (38–69), römischer Senator, Thronfolger von Kaiser Galba
- Lucius Calpurnius Piso Pontifex (48 v. Chr.–32 n. Chr.), römischer Politiker und Pontifex
- Marcus Calpurnius Piso, römischer Senator, 1. Jahrhundert
- Quintus Calpurnius Piso, römischer Konsul 135 v. Chr.